# Herb gminy Pawłów
Herb gminy Pawłów – symbol gminy Pawłów.

## Wygląd i symbolika
Herb przedstawia na tarczy w polu zielonym postać, nawiązującą do Pawła herbu Godziemba, historycznie udokumentowanego pierwszego właściciela Pawłowa, w szarym stroju, z szarym nakryciem głowy i czerwonymi butami, trzymający w rękach kłos zboża i tarczę z herbem szlacheckim Godziemba. 